# Bricqueville
Bricqueville è un comune francese di 140 abitanti situato nel dipartimento del Calvados nella regione della Normandia.

## Società

### Evoluzione demografica
Abitanti censiti